# Tuberarcturus drygalskii
Tuberarcturus drygalskii is een pissebed uit de familie Antarcturidae. De wetenschappelijke naam van de soort is voor het eerst geldig gepubliceerd in 1914 door Ernst Vanhöffen.